# کریستال سامرز
کریستال سامرز (انگلیسی: Kristal Summers؛ زاده ۱ سپتامبر ۱۹۷۲) بازیگر پورنوگرافی اهل ایالات متحده آمریکا است.